# Lnisno
Lnisno is een plaats in het Poolse district  Skierniewicki, woiwodschap Łódź. De plaats maakt deel uit van de gemeente Godzianów en telt 407 inwoners.